# UFC Fight Night: Condit vs. Kampmann
UFC Fight Night: Condit vs. Kampmann è stato un evento di arti marziali miste tenuto dalla Ultimate Fighting Championship il 1º aprile 2009 al Sommet Center di Nashville, Stati Uniti.

## Retroscena
L'evento vide l'esordio del campione uscente WEC dei pesi welter e futuro campione UFC ad interim Carlos Condit.
Quattro anni dopo Carlos Condit e Martin Kampmann avranno il rematch dell'incontro in un altro fight night dal nome UFC Fight Night: Condit vs. Kampmann 2.

## Risultati

### Card preliminare
- Incontro categoria Pesi Medi:  Tim McKenzie contro  Aaron Simpson

Simpson sconfisse McKenzie per KO Tecnico (pugni) a 1:40 del primo round.
- Incontro categoria Pesi Medi:  Rob Kimmons contro  Joe Vedepo

Kimmons sconfisse Vedepo per sottomissione (strangolamento a ghigliottina) a 1:54 del primo round.
- Incontro categoria Pesi Medi:  Jorge Rivera contro  Nissen Osterneck

Rivera sconfisse Osterneck per decisione divisa (29–28, 28–29, 29–28).
- Incontro categoria Pesi Medi:  Tim Credeur contro  Nick Catone

Credeur sconfisse Catone per sottomissione (strangolamento a ghigliottina) a 3:45 del secondo round.
- Incontro categoria Pesi Welter:  Brock Larson contro  Jesse Sanders

Larson sconfisse Sanders per sottomissione (strangolamento da dietro) a 2:01 del primo round.
- Incontro categoria Pesi Medi:  Ricardo Almeida contro  Matt Horwich

Almeida sconfisse Horwich per decisione unanime (30–27, 30–27, 30–27).
- Incontro categoria Catchweight:  Gleison Tibau contro  Jeremy Stephens

Tibau sconfisse Stephens per decisione unanime (30–27, 30–27, 29–28).

### Card principale
- Incontro categoria Pesi Leggeri:  Cole Miller contro  Junie Browning

Miller sconfisse Browning per sottomissione (strangolamento a ghigliottina) a 1:58 del primo round.
- Incontro categoria Pesi Leggeri:  Tyson Griffin contro  Rafael dos Anjos

Griffin sconfisse dos Anjos per decisione unanime (30–27, 30–27, 30–27).
- Incontro categoria Pesi Mediomassimi:  Ryan Bader contro  Carmelo Marrero

Bader sconfisse Marrero per decisione unanime (30–27, 30–27, 30–27).
- Incontro categoria Pesi Welter:  Carlos Condit contro  Martin Kampmann

Kampmann sconfisse Condit per decisione divisa (29–28, 28–29, 29–28).

## Premi
Ai vincitori sono stati assegnati 30.000$ per i seguenti premi:
- Fight of the Night:  Tyson Griffin contro  Rafael dos Anjos
- Knockout of the Night:  Aaron Simpson
- Submission of the Night:  Rob Kimmons